# Sportclub Enschede

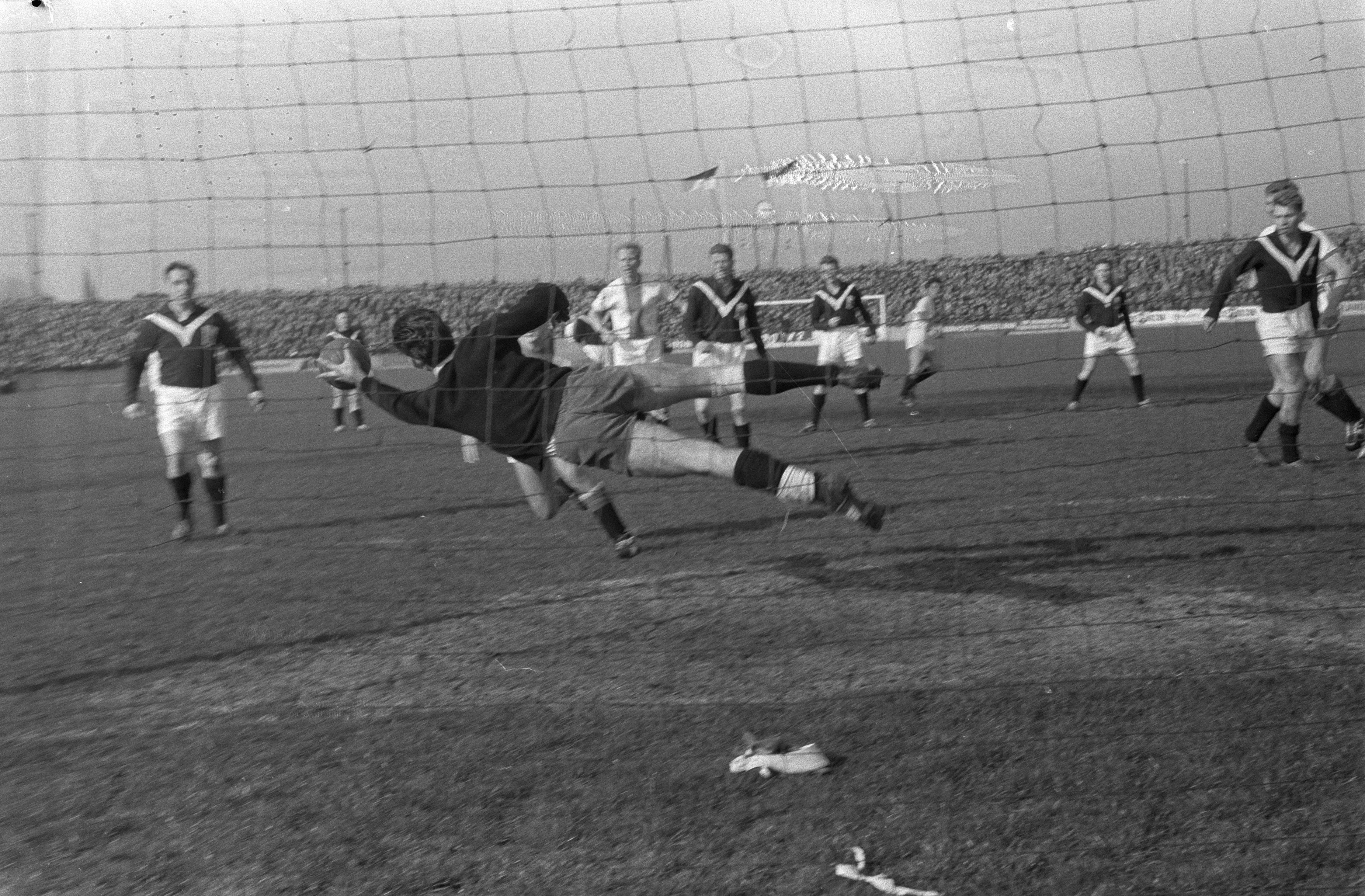
Zápas SC Enschede proti Ajaxu v roce 1960 (3:3)

Sportclub Enschede (zkráceně SC Enschede) je nizozemský fotbalový klub sídlící ve městě Enschede, který byl založen v roce 1910. Letopočet založení je i v klubovém emblému.
Během své historie dokázal dvakrát jednou vyhrát nizozemské fotbalové mistrovství a představil se i v evropských pohárech (v Poháru Intertoto 1963/64 a 1964/65).
V sezoně 2014/15 klub působí v nizozemské Derde klasse (pátá liga).

## Úspěchy
- 1×vítěz nizozemské ligy (1925/26)[3]